# アメリカ福音ルター派教会
アメリカ福音ルター派教会（アメリカふくいんルターはきょうかい、英語: Evangelical Lutheran Church in America, ELCA）は、アメリカ合衆国にあるルター派教会である。アメリカ福音ルター派教会の管理事務局はシカゴに置かれている。ゲイとレズビアンの牧師任職を可能にしたため、アメリカ国内で最もリベラルなルター派教会であると見なされている。

## 由来と規模
アメリカ福音ルター派教会は1988年に3つのルター派教会の統合によって結成された。カナダにおいて同時期に結成されたカナダ福音ルター派教会と地域総会レベルで提携している。約410万人の教会員数を有し、アメリカにおいて最大のルター派教会である。カリブ海のバハマ、バミューダ諸島、プエルトリコ、アメリカ領ヴァージン諸島にある姉妹教会群もこの教会に属している。ELCAはカトリック教会、米国聖公会、南部バプテスト連盟、合同メソジスト教会と共に合衆国における巨大キリスト教会群の一翼を担っている。ELCAの他にアメリカにはルター派教会ミズーリシノッド（約240万人）、ルター派教会ウィスコンシン・シノッド（約40万人）という教会員数の多いルター派教会がある。加えて、米国内には規模の小さなルター派教会も存在している。

## 組織構造
ELCAは常勤の一人の監督によって指導される。監督は6年の任期で全体総会において選出される。全体総会は地域会議段階で選出された信徒と任職されている牧師たちが出席して、奇数年ごとに開催される。次の全体総会の開催されるまで、ELCAは全体教会の常議員会によって指導される。現在の監督マーク・ハンソンは2001年に選出され、2007年にシカゴで開催された全体総会で再選されている。ELCAの組織構造を下記の3層構造で描くことが出来る。
- 全体教会
- 地域会議（教区）
- 地方教会（共同体）

この教会は、米本土とカリブ海周辺にある64の地域会議（教区）と、特定の管轄地を持たない地域会議教区（スロバキア系シオン総会）に区分される。すべての地域会議（教区）は地域監督と地域会議常議員会によって指導される。ELCAは会議という用語を用いているが、ルター派教会ミズーリシノッド、あるいはルター派教会ウィスコンシンシノッドというように、別の教会組織を表す語として用いることもある。
全体教会の段階において、様々な目的を持った多くの組織が存在している。さらに、世界宣教、教育、訓練、その他の部門もその中に入る。米国内で28に及ぶ単科大学、総合大学がELCAと関係を有している。
地方教会（共同体）は法的に独立した公法人である。地方教会（共同体）が主として地域会議と全体教会に財政援助をおこなう。メリーランド州ボルチモア市にあるシオン教会では、ドイツ語による礼拝が1755年以来中断することなく続けられている。ELCAにおいては、男性だけでなく女性も牧師に任職されている。

## 保守派離脱と北米ルター派教会（NALC）

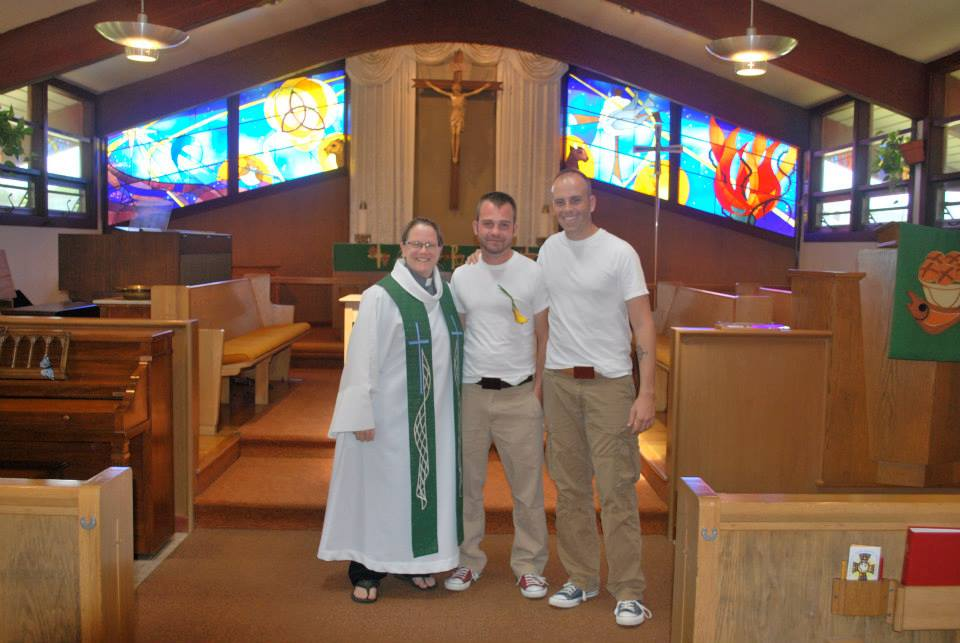
アメリカ福音ルター派教会に
おける同性カップル結婚式 (2015)

2009年の全体総会時の決議によって、ELCAの牧師任職が男性と女性同性愛者にも可能になった。該当するのは、信頼され公的に承認された相手と生活を共にするゲイ・レズビアンの牧師である。この決議は保守派の抗議を呼び起こし、地方教会共同体の一部がELCAから離脱した。その中の18人の総会議員が2010年8月26日・27日にオハイオ州において「北米ルター派教会」（NALC）を創設し、ELCAから多くの教会員がルター派教会ミズーリシノッドに移籍した。NALCには約14万人の信徒と424の教会が属し、本部をオハイオ州ヒリアードに置き、初代監督はジョン・F・ブラドスキーである。
NALCはルター派の主流派の一部であると自任しており、その神学はキリスト中心主義・宣教主義・伝統主義であり、各個教会の独立自治を重視している。

## 歴代監督
- H・ジョージ・アンダーソン（1995年 – 2001年）
- マーク・S・ハンソン（2001年 – 2013年）
- エリザベス・A・イートン (2013年11月 –)